# Новые Псарьки
Новые Псарьки́ — деревня в Ногинском районе Московской области России, входит в состав сельского поселения Аксёно-Бутырское.

## Население
| 1852 | 1859 | 1926 | 2002 | 2006 | 2010 |
| ---- | ---- | ---- | ---- | ---- | ---- |
| 67   | ↗80  | ↗160 | ↘81  | ↘78  | ↗88  |

## География
Деревня Новые Псарьки расположена на востоке Московской области, в южной части Ногинского района, на Горьковском шоссе М7, примерно в 33 км к востоку от Московской кольцевой автодороги и 7 км к юго-западу от центра города Ногинска.
В 6 км к западу от деревни проходит Монинское шоссе Р109, в 15 км к северо-западу — Щёлковское шоссе А103, в 12 км к югу — Носовихинское шоссе, в 4 км к востоку — Московское малое кольцо А107, в 1 км севернее протекает река Клязьма. Ближайшие населённые пункты — посёлок радиоцентра-9, деревни Каменки-Дранишниково и Новое Подвязново.
В деревне одна улица — Парковая.
Связана автобусным сообщением с городами Москвой, Ногинском и Старой Купавной, посёлками городского типа Монино и Обухово (маршруты № 34, № 43, № 322).

## История
В середине XIX века деревня относилась ко 2-му стану Богородского уезда Московской губернии и принадлежала титулярному советнику Константину Павловичу Нарышкину, в деревне было 11 дворов, крестьян 27 душ мужского пола и 40 душ женского.
В «Списке населённых мест» 1862 года — владельческая деревня 2-го стана Богородского уезда Московской губернии на Владимирском шоссе (из Москвы, через Богородск на Владимир), в 5 верстах от уездного города и 17 верстах от становой квартиры, при речке Каменке, с 12 дворами и 80 жителями (38 мужчин, 42 женщины).
По данным на 1890 год — деревня Шаловской волости 2-го стана Богородского уезда.
В 1913 году — 18 дворов.
По материалам Всесоюзной переписи населения 1926 года — деревня Подвязненского сельсовета Пригородной волости Богородского уезда в 6,4 км от станции Богородск Нижегородской железной дороги, проживало 160 жителей (66 мужчин, 94 женщины), насчитывалось 33 хозяйства, из которых 25 крестьянских.
С 1929 года — населённый пункт Московской области.
Административно-территориальная принадлежность
1929—1930 гг. — деревня Каменско-Дранишниковского сельсовета Богородского района.
1930—1954 гг. — деревня Каменско-Дранишниковского сельсовета Ногинского района.
1954—1957, 1959—1963, 1965—1994 гг. — деревня Аксёно-Бутырского сельсовета Ногинского района.
1957—1959 гг. — деревня Загорновского сельсовета Ногинского района.
1963—1965 гг. — деревня Аксёно-Бутырского сельсовета Орехово-Зуевского укрупнённого сельского района.
1994—2006 гг. — деревня Аксёно-Бутырского сельского округа Ногинского района.
С 2006 года — деревня сельского поселения Аксёно-Бутырское Ногинского муниципального района.